# Карољ Жак
Карољ Жак (мађ. Zsák Károly) био је фудбалер мађарског аматерског савеза, светски познати голман свог времена.

## Клубови
Године 1909. већ је био у тиму МТК, одакле је прешао у 33 ФК, где је бранио две деценије. Остао је веран свом тиму и када је испао из прве лиге.
Био је одличан у одбрани пенала. Он је у свом клубу постигао близу четрдесет голова са беле тачке, али у репрезентацији није имао прилику за то. Почетком двадесетих, један прст му је био сломљен и никада се није потпуно опоравио. Годинама је изазивао бол и на крају је морао да буде ампутиран, али је усред бола касније задржао исту изведбу са четири прста као и раније.

## Репрезентација
У репрезентацију Мађарске је ушао са 17 година, чији је члан био 30 пута. Учествовао је на Летњим олимпијским играма 1912. и фудбалском турниру на Летњим олимпијским играма 1924. године, али није улазио у игру. Постигао је укупно 36 голова, укључујући четири из пенала. Прву званичну репрезентативну утакмицу, са 19 година, је одиграо 12. јула 1912. године против репрезентације Русије у Москви, када је Мађарска победила са 9 : 0.
Године 1927. лекари су му забранили да игра фудбал. Умро је млад 1944. године. Његов гроб се налази на гробљу Фаркасрет. (10/1-1-164)